# Вихованська Галина Євстахівна
Галина Євстахівна Вихова́нська (нар. 5 березня 1960, Львів) — українська майстриня художнього текстилю; член Львівської організації Спілки художників України з 1997 року.

## Біографія
Народилася 5 березня 1960 року в місті Львові (нині Україна). 1982 року закінчила Львівський інститут прикладного та декоративного мистецтва, де навчалася у Сергія Бабкова, Ігоря Бондара, Карло Звіринського, Вітольда Манастирського.
Упродовж 1982—1984 років викладала композицію і живопис в Училищі прикладних мистецтв у Махачкалі; з 1984 року працювала художником Львівського трикотажного-галантерейного підприємства «Юність»; з 1994 року — заступник директора, а з 1997 року — директор Львівської дитячої школи народних мистецтв. Живе у селі Сокільниках, в будинку на вулиці Львівській, № 36.

## Творчість
Працює у галузях художнього текстилю: гобелен, гобеленова мініатюра, батик, розпис, об'ємно-просторова текстильна композиція. Серед робіт:
- гобелени — «Зародження» (1987), «Холодний вітер» (1988), «Межа» (1992), «Символ» (1993), «Ліс» (1996), «Модулі» (1996), «Урбанізація» (1996), «Перехрестя» (1997);
- міні-гобелени — «Протест» (1985), «Місто на морі» (1985), «Старий замок» (1987);
- ліжник «Меандр» (1991, 1999);
- об'ємно-просторова композиція «Обламані крила» (1998);
- композиції — «Гарячий дощ» (1997), «Сутінки» (1997), «Імпровізація» (1998);
- батики — «Три фігури біля вікна», «Оголена», «Жінка в червоному» (усі — 1988);
- комплект текстильного панно та костюмів на тему «Писанка» (1997).

Бере участь в обласних, всеукраїнських, міжнародних мистецьких виставках.